# (21209) 1994 PO30
A (21209) 1994 PO30 a Naprendszer kisbolygóövében található aszteroida. Eric Walter Elst fedezte fel 1994. augusztus 12-én.